# Cabinet Späth II
Land du Bade-Wurtemberg
Späth I Späth III
Le cabinet Späth II (en allemand : Kabinett Späth II) est le gouvernement du Land allemand du Bade-Wurtemberg entre le 4 juin 1980 et le 6 juin 1984, durant la huitième législature du Landtag.

## Majorité et historique
Dirigé par le ministre-président chrétien-démocrate sortant Lothar Späth, ce gouvernement est constitué et soutenu par la seule Union chrétienne-démocrate d'Allemagne (CDU). Elle dispose de 68 députés sur 124, soit 54,8 % des sièges au Landtag.
Il est formé à la suite des élections régionales du 16 mars 1980 et succède au cabinet Späth I, également constitué et soutenu par la seule CDU. Lors de ce scrutin, les chrétiens-démocrates conservent la majorité absolue dont ils disposent depuis huit ans tout en connaissant un recul de trois points.
Lors des élections régionales du 25 mars 1984, la CDU recule encore d'un point et demi mais reste nettement majoritaire avec plus de 51 % des voix, ce qui permet à Späth de constituer son troisième cabinet.

## Composition

### Initiale (4 juin 1980)
- Les nouveaux ministres sont indiqués en gras, ceux ayant changé d'attributions en italique.

| Poste                                                                                                  | Titulaire | Titulaire                                       | Parti |
| --- | --------- | ----------------------------------------------- | ----- |
| Ministre-président                                                                                     |           | Lothar Späth                                    | CDU   |
| Vice-ministre-président Ministre de l'Alimentation, de l'Agriculture, de l'Environnement et des Forêts |           | Gerhard Weiser                                  | CDU   |
| Ministre de l'Intérieur                                                                                |           | Roman Herzog (jusqu'au 04/10/1983) Heinz Eyrich | CDU   |
| Ministre de la Science et des Arts                                                                     |           | Helmut Engler                                   | CDU   |
| Ministre de l'Éducation et des Sports                                                                  |           | Gerhard Mayer-Vorfelder                         | CDU   |
| Ministre de la Justice                                                                                 |           | Heinz Eyrich                                    | CDU   |
| Ministre des Finances                                                                                  |           | Guntram Palm                                    | CDU   |
| Ministre de l'Économie, des Entreprises et des Transports                                              |           | Rudolf Eberle                                   | CDU   |
| Ministre du Travail, de la Santé et de l'Ordre social                                                  |           | Dietmar Schlee                                  | CDU   |
| Ministre des Affaires fédérales                                                                        |           | Annemarie Griesinger                            | CDU   |